# Mimosiphonops
Mimosiphonops é um género de anfíbios da família Siphonopidae. Endêmico do Brasil, onde pode ser encontrado apenas no estado do Rio de Janeiro.

## Descrição
O gênero é conhecido apenas por alguns espécimes; estes medem entre 186 e 290 mm (7,3 e 11,4 pol.) de comprimento total. Existem 83-98 vértebras e 74-88 anéis primários, com o menor valor em ambos os casos pertencente a Mimosiphonops reinhardti que é conhecido a partir de um único espécime. Os olhos não são cobertos por osso. Não há escamas nem anéis secundários presentes. Os anéis primários e os colares e sulcos nucais são claramente marcados com uma borda branca.

## Espécies
As seguintes espécies são reconhecidas:
- Mimosiphonops reinhardti Wilkinson & Nussbaum, 1992
- Mimosiphonops vermiculatus Taylor, 1968